# Margaux Rifkiss
Margaux Rifkiss (París, 9 de junio de 1996) es una deportista francesa que compite en esgrima, especialista en la modalidad de sable.
Ganó una medalla de plata en el Campeonato Mundial de Esgrima de 2023, en la prueba por equipos. En los Juegos Europeos obtuvo dos medallas, bronce en Bakú 2015 (individual) y oro en Cracovia 2023 (equipo).

## Palmarés internacional
| Campeonato Mundial | Campeonato Mundial | Campeonato Mundial | Campeonato Mundial |
| Año                | Lugar              | Medalla            | Prueba             |
| ------------------ | ------------------ | ------------------ | ------------------ |
| 2023               | Milán (Italia)     | Medalla de plata   | Sable por equipos  |
| Juegos Europeos    |                    |                    |                    |
| Año                | Lugar              | Medalla            | Prueba             |
| 2015               | Bakú (Azerbaiyán)  | Medalla de bronce  | Sable individual   |
| 2023               | Cracovia (Polonia) | Medalla de oro     | Sable por equipos  |